# Mullem (Oudenaarde)
Mullem – dzielnica (deelgemeente) miasta Oudenaarde w Belgii, w Regionie Flamandzkim, w prowincji Flandria Wschodnia, w okręgu Oudenaarde. Do 31 grudnia 1976 samodzielna gmina.

## Demografia
Liczba mieszkańców, stan na 1 stycznia:
| Rok                | 1930 | 1947 | 1961 | 2020 |
| ------------------ | ---- | ---- | ---- | ---- |
| Liczba mieszkańców | 503  | 484  | 442  | 686  |